# Hori Kyūsaku

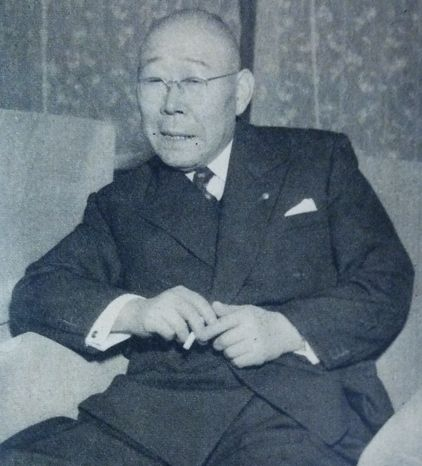
Hori Kyūsaku, 1955

Hori Kyūsaku (japanisch 堀 久作; geboren 8. Juli 1900 in Tokio; gestorben 14. November 1974) war ein japanischer Geschäftsmann und Chef des Filmunternehmens Nikkatsu.

## Leben und Wirken
Hori Kyūsaku machte 1919 seinen Abschluss an der von Ōkura Kihachirō (大倉 喜八郎; 1837–1928) gegründeten höheren Handelsschule „Ōkura kōtō shōgyō gakkō“ (大倉高等商業学校) in Tokio. Nachdem er die Schule verlassen und als Lagerist und Hotelangestellter gearbeitet hatte, wurde er Sekretär des Geschäftsführers von „Tokyo Gas“ (東京瓦斯) Matsukata Otohiko (松方 乙彦; 1880–1952).
Nachdem Matsukata 1935 die Leitung von Nikkatsu übernommen hatte, folgte Hori ihm dorthin. 1945 wurde er Präsident und blieb es bis 1971. Er sanierte nicht nur das bis dahin immer in Schwierigkeiten befindliche Nikkatsu, sondern er baute bereits 1950 mit Unterstützung der Northwest Airlines ein Gebäude im Stadtteil Hibiya von Tokio mit 9 Stockwerken über der Erde und mit 4 Stockwerken darunter und mit einer Gesamtfläche von 15000 Tsubo, etwa 50.000 m². Er erhielt die Baugenehmigung von General MacArthur (Supreme Commander for the Allied Powers), und es gelang ihm, ausländisches Kapital von der US-Export-Import-Bank einzuführen, mit der Bestätigung, dass er „einen enormen Einsatz für den Plan zum Ausdruck bringe“.
Ab 1953 nahm Hori die Filmproduktion wieder auf, produzierte Hits wie Season of the Sun (太陽の季節), machte Stars wie Yūjirō Ishihara (1934–1987), Akira Kobayashi (小林 旭, Kobayashi Akira, * 1938), Sayuri Yoshinaga (吉永 小百合, Yoshinaga Sayuri,* 1945) bekannt und damit auch den Namen Nikkatsu.
1946 ging er als Direktor und dann auch als Berater von Nikkatsu in den Ruhestand, blieb aber im Keidanren aktiv und wirkte als Verwaltungsdirektor seiner Alma Mater. Er war auch als Präsident der Gesellschaft „Förderung von Enoshima“ (江ノ島振興社, Enoshima shinkō-sha) tätig und gründete das „Enoshima Aquarium“ (江ノ島水族館, Enoshima suizokukan).